# Eric la Fleur
Eric La Fleur, född 11 december 1979 i Södra Sandby, är en svensk simmare. Han har tävlat för SK Poseidon och Malmö Kappsimningsklubb.
la Fleur tävlade för Sverige vid olympiska sommarspelen 2004 i Aten, där han var en del av Sveriges lag på 4 x 100 meter frisim som blev diskvalificerade.
la Fleur tog SM-silver på 50 meter frisim (långbana) 2003 och 2004 samt brons 2001. På 100 meter frisim (långbana) tog han SM-guld 2004, silver 2002 och brons 2003. På 50 meter ryggsim (långbana) tog la Fleur SM-guld 2001–2004, silver 2000 och brons 1999. På 50 meter ryggsim (kortbana) tog han SM-brons 1999. På 100 meter ryggsim (långbana) tog la Fleur SM-brons 1999. På 100 meter ryggsim (kortbana) tog han SM-silver 1999. På 200 ryggsim (kortbana) tog la Fleur SM-brons 1999.
Efter sin simkarriär har la Fleur varit simtränare i Järfälla Simsällskap.